# Giải bóng đá bãi biển vô địch quốc gia 2013
Giải bóng đá bãi biển vô địch quốc gia 2013 (với tên gọi chính thức: Giải bóng đá bãi biển toàn quốc 2013) là giải bóng đá bãi biển được tổ chức lần thứ năm của Giải bóng đá bãi biển vô địch quốc gia tại Việt Nam do VFF tổ chức từ ngày 21 tháng 6 đến ngày 25 tháng 6 năm 2013 tại sân bóng đá bãi biển Hạ Thanh, Thành phố Tam Kỳ, tỉnh Quảng Nam.

## Các đội bóng
Có 6 đội bóng tham dự giải:
| Tam Kỳ Quảng Nam (Chủ nhà) |
| Kim Toàn – Đà Nẵng         |
| Phú Vang Huế               |
| Vietcombank Quảng Nam      |
| Bình Định                  |
| Tân Hoàng Long – Khánh Hòa |

Các đội sẽ thi đấu theo thể thức vòng tròn một lượt để tính điểm để xếp hạng, xác định các đội Nhất, Nhì và Ba. Tất cả các trận đấu của giải nếu sau 3 hiệp thi đấu chính thức (tổng 36 phút, mỗi hiệp 12 phút) kết thúc với tỷ số hoà sẽ thi đá luân lưu 9m để xác định đội thắng. Điểm đáng lưu ý, phương thức đá luân lưu sẽ được thực hiện theo luật "knock-out", nghĩa là mỗi đội sẽ đá 1 quả, nếu phân định thắng thua thì dừng, nếu chưa phân định thắng thua mới đá tiếp quả thứ 2.
Cách tính điểm xếp hạng:
- Đội thắng: 3 điểm
- Đội thắng luân lưu: 1  điểm
- Đội thua: 0  điểm.

## Lịch thi đấu và kết quả thi đấu
| Ngày                | Giờ   | Đội 1                    | Tỷ số          | Đội 2                    |
| 21 tháng 6 năm 2013 | 14h00 | Kim Toàn Đà Nẵng         | 6-4            | Thuận An Phú Vang Huế    |
| 21 tháng 6 năm 2013 | 15h15 | Vietcombank Quảng Nam    | 6-3            | Tam Kỳ Quảng Nam         |
| 21 tháng 6 năm 2013 | 16h30 | Tân Hoàng Long Khánh Hoà | 5-2            | Bình Định                |
| 22 tháng 6 năm 2013 | 14h00 | Tam Kỳ Quảng Nam         | 4-4 (Pen: 1-0) | Bình Định                |
| 22 tháng 6 năm 2013 | 15h15 | Kim Toàn Đà Nẵng         | 5-3            | Tân Hoàng Long Khánh Hoà |
| 22 tháng 6 năm 2013 | 16h30 | Vietcombank Quảng Nam    | 4-7            | Thuận An Phú Vang Huế    |
| 23 tháng 6 năm 2013 | 14h00 | Thuận An Phú Vang Huế    | 1-5            | Tân Hoàng Long Khánh Hoà |
| 23 tháng 6 năm 2013 | 15h15 | Vietcombank Quảng Nam    | 8-4            | Bình Định                |
| 23 tháng 6 năm 2013 | 16h30 | Tam Kỳ Quảng Nam         | 6-5            | Kim Toàn Đà Nẵng         |
| 24 tháng 6 năm 2013 | 14h00 | Vietcombank Quảng Nam    | 3-4            | Tân Hoàng Long Khánh Hoà |
| 24 tháng 6 năm 2013 | 15h15 | Bình Định                | 3-5            | Kim Toàn Đà Nẵng         |
| 24 tháng 6 năm 2013 | 16h30 | Thuận An Phú Vang Huế    | 4-3            | Tam Kỳ Quảng Nam         |
| 25 tháng 6 năm 2013 | 14h00 | Bình Định                | 4-9            | Thuận An Phú Vang Huế    |
| 25 tháng 6 năm 2013 | 15h15 | Tân Hoàng Long Khánh Hoà | 6-7            | Tam Kỳ Quảng Nam         |
| 25 tháng 6 năm 2013 | 16h30 | Vietcombank Quảng Nam    | 6-4            | Kim Toàn Đà Nẵng         |

## Bảng xếp hạng
| Thứ hạng | Đội                        | Trận | Thắng | Thắng luân lưu | Thua | Hiệu số | Điểm | Vòng bán kết |
| 1        | Tân Hoàng Long – Khánh Hòa | 5    | 3     | 0              | 2    | 23-18   | 9    | Nhà vô địch  |
| 2        | Kim Toàn – Đà Nẵng         | 5    | 3     | 0              | 2    | 25-22   | 9    |              |
| 3        | Vietcombank Quảng Nam      | 5    | 3     | 0              | 2    | 27-22   | 9    |              |
| 4        | Phú Vang Huế               | 5    | 3     | 0              | 2    | 25-22   | 9    |              |
| 5        | Tam Kỳ Quảng Nam           | 5    | 2     | 1              | 2    | 23-25   | 7    |              |
| 6        | Bình Định                  | 5    | 0     | 0              | 5    | 17-31   | 0    |              |

Ghi chúĐội thắng sau 3 hiệp chính được 3 điểm, Đội thắng luân lưu được 1 điểm, đội thua 0 điểm

## Tổng kết mùa giải
- Đội vô địch: Tân Hoàng Long Khánh Hòa
- Đội thứ Nhì: Kim Toàn Đà Nẵng
- Đội thứ Ba: Vietcombank Quảng Nam
- Đội đoạt giải phong cách: Vietcombank Quảng Nam
- Thủ môn xuất sắc nhất: Nguyễn Bá Hùng (1 - Tam Kỳ Quảng Nam)
- Cầu thủ xuất sắc nhất: Lê Kim Tuấn (4 - Tân Hoàng Long Khánh Hòa)
- Cầu thủ ghi nhiều bàn thắng nhất: Nguyễn Văn Thuận (9 - Thuận An Phú Vang Huế - 9 bàn), Từ Văn Ty (4 - Vietcombank Quảng Nam - 9 bàn)